# Рядовка тигриста отруйна
Рядовка тигриста отруйна (Tricholoma pardinum Quél., Tricholoma tigrinum Schaeff.) — отруйний гриб з родини трихоломових — Tricholomataceae. Місцева назва — голубінка отруйна.

## Будова
Шапка (3)4-10(15) см у діаметрі, товстощільном'ясиста, тупоконусоподібна, достигла опукло- або плоскорозпростерта, сизо-сіра, волокниста, з великими, темнішими, сірими або коричнюватими лусками, часто тріщинувата. Пластинки жовтувато- або зеленувато-білуваті, згодом оливково-сірі. Спорова маса біла. Спори 8-10 Х 5,5-7 мкм, гладенькі. Ніжка 3-8(10) Х 1,5-4 см, щільна, біла, білувата, внизу здебільшого рудувата, вгорі борошниста, донизу рудувато- або коричнювато-дрібнопластинчаста. М'якуш щільний, білий, під шкіркою шапки сірий, у ніжці внизу здебільшого рудуватий, солодкий, із запахом борошна, при розрізуванні на повітрі не змінюється.

## Поширення та середовище існування
Зустрічається по всій Україні, рідко. Росте у хвойних (соснових) і листяних (дубових, букових) лісах; у серпні — жовтні.

## Практичне використання
Дуже небезпечний отруйний гриб, при вживанні спричиняє тяжке шлунково-кишкове захворювання.